# 第218回国会
第218回国会（だい218かいこっかい）とは、2025年（令和7年）8月1日に召集された臨時国会。会期は8月5日までの5日間。

## 概要
7月20日に行われた第27回参議院議員通常選挙を受け召集された。
参議院で正副議長や委員長を選出したほか、日米関税交渉の合意を踏まえ予算委員会の集中審議が行われた。また、第217回国会で廃案となったガソリン税の暫定税率廃止法案が再提出された。

## 各党・会派の議席数
| 計465、2025年（令和7年）8月5日時点 - 自由民主党・無所属の会 - 196 - 立憲民主党・無所属 - 147 - 日本維新の会 - 38 - 国民民主党・無所属クラブ - 27 - 公明党 - 24 - れいわ新選組 - 9 - 日本共産党 - 8 - 有志の会 - 4 - 参政党 - 3 - 日本保守党 - 3 - 無所属 - 5 - 欠員 - 1 | 計248、2025年（令和7年）8月5日時点 - 自由民主党 - 100 - 立憲民主・社民・無所属 - 42 - 国民民主党・新緑風会 - 25 - 公明党 - 21 - 日本維新の会 - 19 - 参政党 - 15 - 日本共産党 - 7 - れいわ新選組 - 6 - 日本保守党 - 2 - 沖縄の風 - 2 - 各派に属しない議員 - 9 - 欠員 - 0 |

## 今国会の動き
日付はすべて2025年。

### 召集前
- 7月20日 - 第27回参議院議員通常選挙[7]。
- 7月22日 - 自由民主党と立憲民主党の国会対策委員長は8月1日に臨時国会を召集すると合意[8]。
- 7月29日 - 政府は臨時国会を8月1日に召集する日程を衆参両院の議院運営委員会の理事会に伝達[9]。
- 7月30日
  - 衆議院議院運営委員会の理事会で与野党は会期を5日間とすると合意[10]。
  - 自由民主党と立憲民主党の参議院国会対策委員長は参議院の常任委員長・審査会長ポストの会派ごとの配分数で合意。自民10、立憲4、国民民主党2、公明党2、日本維新の会1、参政党1[11]。参政党は懲罰委員長を獲得。初の委員長ポスト[12]。

### 会期中
- 8月1日 - 召集[13]。
  - 参議院本会議で議長に自由民主党の関口昌一を再選。副議長に立憲民主党の福山哲郎を選出[14]。
  - 立憲民主党、日本維新の会、国民民主党、参政党、日本共産党、日本保守党、社会民主党がガソリン税の暫定税率を11月に廃止する法案を衆議院に共同提出[15]。
  - 開会式[14][16]。
- 8月4日 - 衆議院予算委員会で集中審議[17][18]。
- 8月5日 - 会期末[19]。
  - 参議院予算委員会で集中審議[20][21]。
  - 立憲民主党の堤かなめ衆議院議員（比例代表・九州ブロック）が福岡県大野城市長選出馬のため辞職[22][23]。